# Actiones adiecticiae qualitatis
Actiones adiecticiae qualitatis – powództwa o charakterze dodatkowym. W prawie rzymskim grupa specjalnych powództw opartych na prawie pretorskim, za pomocą których dochodzono należności ze zobowiązań zaciągniętych przez niewolnika lub inną osobę alieni iuris na jego polecenie lub za jego zgodą. W średniowieczu skargi te zaczęto nazywać wspólnym określeniem „actiones adiecticiae qualitatis”.
Pretor udzielał skarg (actiones) przeciwko zwierzchnikowi familijnemu, o wierzytelności wynikające ze zobowiązań kontraktowych osób pozostający pod jego władzą, czyli niewolników oraz dzieci podlegających jego władzy (alieni iuris), których sytuacja prywatnoprawna odpowiadała sytuacji niewolnika (servi loco). Za zaciągnięte zobowiązania, osoby te odpowiadały na podstawie ius civile w sposób naturalny, tj. bez możliwości dochodzenia należności przed sądem. W związku z tym prawo pretorskie dodawało do tego odpowiedzialność zwierzchnika, czemu służyły powództwa z przestawionymi podmiotami. W intentio tych powództw wymieniano dłużnika czyli osobę która zaciągnęła zobowiązanie (np. niewolnika), zaś w condemnatio – zwierzchnika jako odpowiedzialnego za ten dług.
Do skarg tych należały:
- actio de peculio - gdy właściciel wydzielił niewolnikowi peculium, odpowiadał za długi zaciągnięte na to peculium, ale tylko do jego (tj. peculium) wysokości; będąc jednym z wierzycieli niewolnika, właściciel w pierwszej kolejności spłacał siebie;

- actio tributoria - w przypadku peculium obróconego na cele handlowe, właściciel był zobowiązany podzielić je między wierzycieli niewolnika proporcjonalnie do ich wierzytelności;

- actio quod iussu - właściciel niewolnika odpowiadał całym majątkiem za zobowiązania niewolnika wobec osoby przez niego (tj. właściciela) upoważnionej;

- actio de in rem verso - gdy w wyniku zobowiązania nastąpiło przysporzenie w majątku właściciela, odpowiadał on do wysokości tego przysporzenia;

- actio exercitoria - gdy zobowiązanie zaciągnął niewolnik pełniący funkcję kapitana statku, właściciel odpowiadał całym majątkiem;

- actio institoria  - gdy zobowiązanie zostało zaciągnięte przez niewolnika kierującego przedsiębiorstwem handlowym lub przemysłowym, właściciel odpowiadał całym majątkiem;

Skargi te wprowadzono by zabezpieczyć obrót prawny z osobami posiadającymi ograniczone uprawnienia w ówczesnym prawie prywatnym. Nie mogły one mieć własności. Wszystko bowiem co uzyskali, przechodziło z konieczności prawnej do majątku osoby pod której zwierzchnością pozostawał. Zwierzchnik nie był natomiast co do zasady odpowiedzialny za długi kontraktowe, takiej osoby. Wyjątki od tej zasady wynikały właśnie z ustanowionych pod koniec republiki actiones adiectitiae qualitatis.